# Maxillaria elegans
Maxillaria elegans är en orkidéart som beskrevs av Rudolf Schlechter. Maxillaria elegans ingår i släktet Maxillaria och familjen orkidéer.
Artens utbredningsområde är Colombia. Inga underarter finns listade i Catalogue of Life.